# Svenska hockeyligan
La Svenska hockeyligan (en sueco, "Liga de Hockey Sueca"), más conocida por sus siglas SHL, es la máxima categoría profesional de hockey sobre hielo en Suecia.
Se fundó en 1975 y sustituyó al anterior torneo nacional, la Division I, que se celebraba desde la temporada 1935-36. Se disputa en los meses de invierno, cuenta con 12 participantes y se divide en dos fases: una temporada regular y una eliminación directa por el título. Los dos últimos clasificados descienden a la segunda categoría.
Debido a sus logros a nivel europeo ganando cinco de las últimas seis Champions Hockey League, la SHL estaría considerada como la tercera liga local de hockey sobre hielo más importante del mundo, detrás de la Liga Continental de Hockey de Rusia y la National Hockey League de América del Norte respectivamente.

## Historia
El primer campeonato de hockey sobre hielo en Suecia se celebró en 1922, solo dos años después de que el deporte fuese introducido por el director de cine estadounidense Raoul Le Mat. Gracias al dinero facilitado por la Metro-Goldwyn-Mayer, Le Mat aportó en 1926 una copa para otorgársela al campeón nacional de cada edición, el "Trofeo Le Mat".
En lo que respecta a la liga, los equipos se dividían por zonas geográficas y disputaban torneos regionales. Entre 1935 y 1944 cuando se introdujo una división única, dividida en dos fases: una liga regular y una eliminatoria directa por el título, con partidos a ida y vuelta. No obstante, en 1945 se recuperó el sistema de dos grupos: División Norte y División Meridional, con ocho participantes cada uno más una fase final.
La actual liga profesional se empezó a disputar el 5 de octubre de 1975 con el nombre de Elitserien y contó con diez participantes, en un grupo único.  A partir de 1978 la final pasó a jugarse en series al mejor de tres partidos. El número de equipos se amplió a doce en la temporada 1987-88 y se ha mantenido así desde entonces. Aunque al principio se estableció un sistema puro de ascensos y descensos, hoy los peores clasificados de la liga deben jugar una promoción (Kvalserien) con los mejores clasificados de la segunda categoría.
En 2013 el campeonato pasó a llamarse Svenska hockeyligan (SHL).

## Sistema de competición

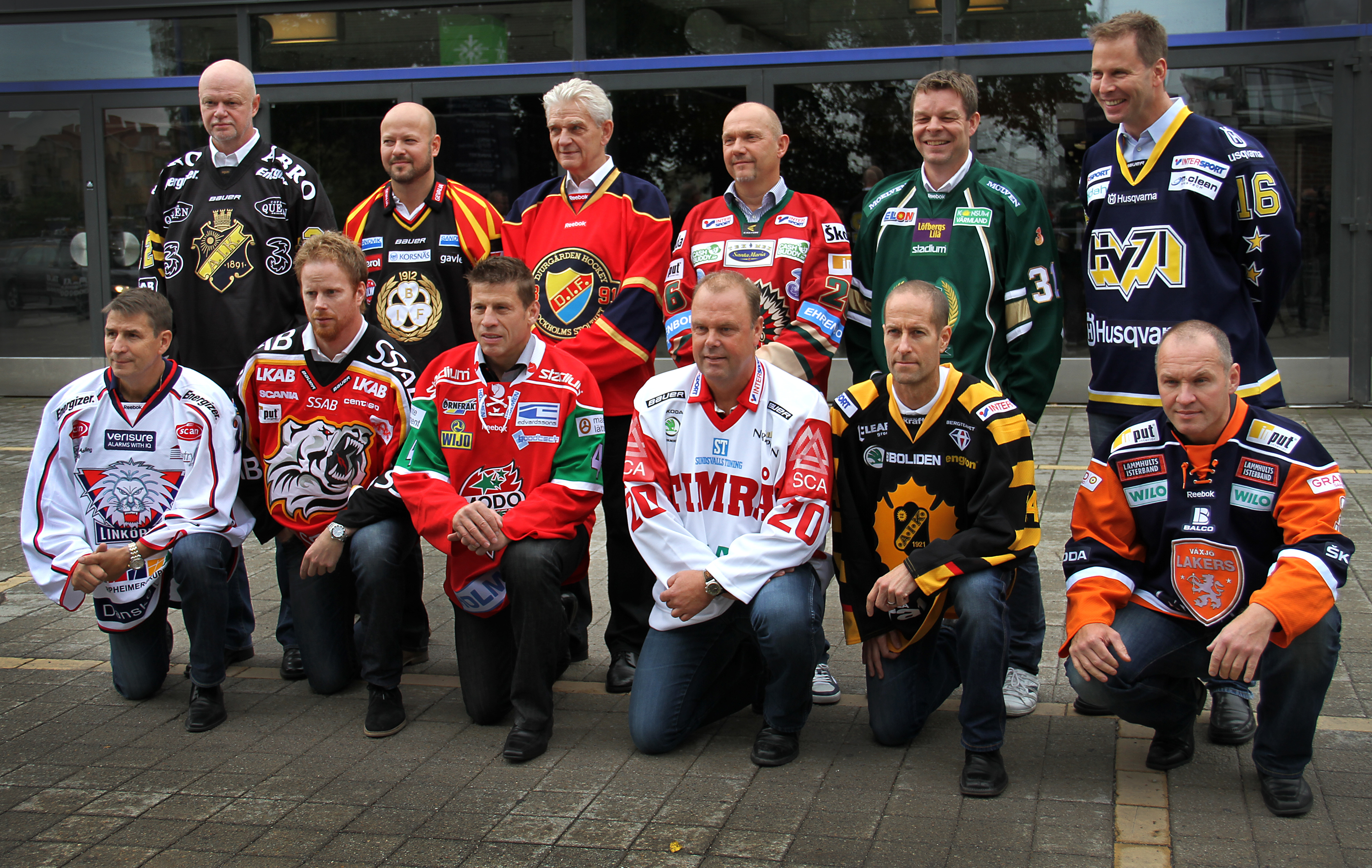
Entrenadores de la liga sueca en la temporada 2011, con las camisetas de los equipos.

La SHL se celebra en los meses de invierno y se divide en dos fases: liga regular (de septiembre a marzo) y fase eliminatoria por el título (marzo y abril). Se usa el reglamento de la Federación Internacional de Hockey sobre Hielo; los partidos se juegan en tres periodos de veinte minutos cada uno.
En la fase regular participan 12 equipos que disputan un total de 55 partidos: cinco rondas fijas. La victoria en el tiempo reglamentario se premia con tres puntos. Si un partido termina en empate, se decide el ganador en una muerte súbita con cuatro miembros por equipo (dos puntos para el vencedor, uno para el perdedor), y lanzamientos de penalti. En caso de empate a puntos, se decide en favor del que tiene mayor diferencia de goles, el que más goles ha marcado y por los resultados directos en última instancia. El campeón de la temporada regular recibe un premio de un millón de coronas.
Los seis primeros clasificados se meten directamente en el playoff por el título. Las dos plazas restantes se las disputan del séptimo al décimo en una fase preliminar, al mejor de tres partidos. Los rivales se encuadran según su clasificación, por lo que el campeón de la fase regular jugará contra el peor posicionado. Además, tiene el factor campo a su favor. Los cuartos de final, las semifinales y la gran final son al mejor de siete partidos. En caso de empate al finalizar el tiempo reglamentario, solo se puede desempatar con muertes súbitas.
Los dos últimos clasificados de la SHL deberán disputar una liguilla de permanencia, la Kvalserien, junto a los cuatro primeros de la Hockeyallsvenskan (segunda categoría). En total cada club disputa 10 partidos, a ida y vuelta. Los dos primeros clasificados se garantizan una plaza en la SHL al año siguiente, por lo que puede haber un máximo de dos ascensos en un mismo año.

## Equipos
| Equipo         | Ciudad     | Estadio                | Aforo  |
| -------------- | ---------- | ---------------------- | ------ |
| Brynäs IF      | Gävle      | Läkerol Arena          | 8585   |
| Frölunda       | Gotemburgo | Scandinavium           | 12 000 |
| Färjestad BK   | Karlstad   | Löfbergs Arena         | 8640   |
| HV71           | Jönköping  | Kinnarps Arena         | 7000   |
| Leksands IF    | Leksand    | Tegera Arena           | 7650   |
| Linköpings HC  | Linköping  | Cloetta Center         | 8500   |
| Luleå HF       | Luleå      | Coop Arena             | 6300   |
| Malmö Redhawks | Malmö      | Malmö Arena            | 12600  |
| IK Oskarshamn  | Oskarshamn | Be-Ge Hockey Center    | 3275   |
| Rögle BK       | Ängelholm  | Catena Arena           | 6550   |
| Skellefteå AIK | Skellefteå | Skellefteå Kraft Arena | 6000   |
| Timra IK       | Timrå      | NHC Arena              | 6000   |
| Örebro HK      | Örebro     | Behrn Arena            | 5200   |
| Växjö Lakers   | Växjö      | Vida Arena             | 5700   |

## Historial

### Campeonato Sueco de Hockey 1922-
| Edición                                                                       | Campeón                                          | Res                                              | Subcampeón                                       | Tercero                                          | Res                                              | Cuarto                                           |
| ----------------------------------------------------------------------------- | ------------------------------------------------ | ------------------------------------------------ | ------------------------------------------------ | ------------------------------------------------ | ------------------------------------------------ | ------------------------------------------------ |
| 1922                                                                          | IK Göta                                          | 6–0                                              | Hammarby IF                                      |                                                  |                                                  |                                                  |
| 1923                                                                          | IK Göta                                          | 3–0                                              | Djurgårdens IF                                   |                                                  |                                                  |                                                  |
| 1924                                                                          | IK Göta                                          | 3–0                                              | Djurgårdens IF                                   |                                                  |                                                  |                                                  |
| 1925                                                                          | Södertälje SK                                    | 3–2                                              | Västerås SK                                      |                                                  |                                                  |                                                  |
| 1926                                                                          | Djurgårdens IF                                   | 7–1                                              | Västerås SK                                      |                                                  |                                                  |                                                  |
| 1927                                                                          | IK Göta                                          | 5–4                                              | Djurgårdens IF                                   |                                                  |                                                  |                                                  |
| 1928                                                                          | IK Göta                                          | 4–3                                              | Södertälje SK                                    |                                                  |                                                  |                                                  |
| 1929                                                                          | IK Göta                                          | 2–1                                              | Södertälje SK                                    |                                                  |                                                  |                                                  |
| 1930                                                                          | IK Göta                                          | 2–0                                              | AIK                                              |                                                  |                                                  |                                                  |
| 1931                                                                          | Södertälje                                       | 2–0                                              | Hammarby IF                                      |                                                  |                                                  |                                                  |
| 1932                                                                          | Hammarby IF                                      | 2–1                                              | Södertälje SK                                    |                                                  |                                                  |                                                  |
| 1933                                                                          | Hammarby IF                                      | 3–1                                              | IK Göta                                          |                                                  |                                                  |                                                  |
| 1934                                                                          | AIK                                              | 1–0                                              | Hammarby IF                                      |                                                  |                                                  |                                                  |
| 1935                                                                          | AIK                                              | 2–1                                              | Hammarby IF                                      |                                                  |                                                  |                                                  |
| 1936                                                                          | Hammarby IF                                      | 1–1 \| 5–1                                       | AIK                                              |                                                  |                                                  |                                                  |
| 1937                                                                          | Hammarby IF                                      | 1–0                                              | Södertälje SK                                    |                                                  |                                                  |                                                  |
| 1938                                                                          | AIK                                              | 2–0                                              | Hammarby IF                                      |                                                  |                                                  |                                                  |
| 1940                                                                          | IK Göta                                          | 4–1                                              | AIK                                              |                                                  |                                                  |                                                  |
| 1941                                                                          | Södertälje SK                                    | 3–2                                              | IK Göta                                          |                                                  |                                                  |                                                  |
| 1942                                                                          | Hammarby                                         | 3–0                                              | Södertälje SK                                    |                                                  |                                                  |                                                  |
| 1943                                                                          | Hammarby                                         | 4–1                                              | IK Göta                                          |                                                  |                                                  |                                                  |
| 1944                                                                          | Södertälje SK                                    | 3–2                                              | Hammarby IF                                      |                                                  |                                                  |                                                  |
| 1945                                                                          | Hammarby                                         | 3–2                                              | Södertälje SK                                    |                                                  |                                                  |                                                  |
| 1946                                                                          | AIK                                              | 5–1                                              | Södertälje SK                                    |                                                  |                                                  |                                                  |
| 1947                                                                          | AIK                                              | 3–2                                              | IK Göta                                          |                                                  |                                                  |                                                  |
| 1948                                                                          | IK Göta                                          | 3–2                                              | UoIF Matteuspojkarna                             |                                                  |                                                  |                                                  |
| 1950                                                                          | Djurgårdens IF                                   | 7–2                                              | Mora IK                                          |                                                  |                                                  |                                                  |
| 1951                                                                          | Hammarby IF                                      | 3–2                                              | Södertälje SK                                    |                                                  |                                                  |                                                  |
| División I                                                                    |                                                  |                                                  |                                                  |                                                  |                                                  |                                                  |
| 1952-53                                                                       | Södertälje                                       | 2–2 ; 5–1                                        | Hammarby IF                                      |                                                  |                                                  |                                                  |
| 1953-54                                                                       | Djurgårdens IF                                   | 5–1 ; 1–1                                        | Gävle GIK                                        |                                                  |                                                  |                                                  |
| 1954-55                                                                       | Djugargens IF                                    | 6–3 ; 11–2                                       | Hammarby IF                                      |                                                  |                                                  |                                                  |
| 1955-56                                                                       | Södertälje SK                                    | Liga                                             | Djugardens IF                                    | Leksands IF                                      |                                                  | Hammarby IF                                      |
| 1956-57                                                                       | Gävle GIK                                        | Liga                                             | Djugardens IF                                    | Södertälje SK                                    |                                                  | Leksands IF                                      |
| 1957-58                                                                       | Djugardens IF                                    | Liga                                             | Skelleftea AIK                                   | Södertälje SK                                    |                                                  | Gävle GIK                                        |
| 1958-59                                                                       | Djugardens IF                                    | Liga                                             | Leksands IF                                      | Grums IK                                         |                                                  | Gävle GIK                                        |
| 1959-60                                                                       | Djugardens IF                                    | Liga                                             | Södertälje SK                                    | Skelleftea AIK                                   |                                                  | Gävle GIK                                        |
| 1960-61                                                                       | Djugardens IF                                    | Liga                                             | Skelleftea AIK                                   | Vasteras IK                                      |                                                  | Leksands IF                                      |
| 1961-62                                                                       | Djugardens IF                                    | Liga                                             | Västra Frölunda IF                               | Vasteras IK                                      |                                                  | Skelleftea AIK                                   |
| 1962-63                                                                       | Djugardens IF                                    | Liga                                             | Skelleftea AIK                                   | Södertälje SK                                    |                                                  | Leksands IF                                      |
| 1963-64                                                                       | Brynäs IF                                        | Liga                                             | Leksands IF                                      | Södertälje SK                                    |                                                  | Västra Frölunda IF                               |
| 1964-65                                                                       | Västra Frölunda IF                               | Liga                                             | Brynäs IF                                        | AIK                                              |                                                  | Leksands IF                                      |
| 1965-66                                                                       | Brynäs IF                                        | 4–1 ; 6–5 ; 7–1                                  | Västra Frölunda IF                               | Djugardens IF                                    | 7–4 ; 7–7                                        | Leksands IF                                      |
| 1955-57                                                                       | Brynäs IF                                        | 8–4 ; 6–1                                        | Västra Frölunda IF                               | Södertälje SK                                    | 9–1 ; 7–4                                        | Modo AIK                                         |
| 1967-68                                                                       | Brynäs IF                                        | Liga                                             | AIK                                              | Västra Frölunda IF                               | Liga                                             | Djugardens IF                                    |
| 1968-69                                                                       | Leksands IF                                      | Liga                                             | Brynäs IF                                        | Västra Frölunda IF                               | Liga                                             | AIK                                              |
| 1969-70                                                                       | Brynäs IF                                        | Liga                                             | Västra Frölunda IF                               | Modo AIK                                         | Liga                                             | Leksands IF                                      |
| 1970-71                                                                       | Brynäs IF                                        | Liga                                             | Leksands IF                                      | Färjestads BK                                    | Liga                                             | Modo AIK                                         |
| 1971-72                                                                       | Brynäs IF                                        | Liga                                             | Leksands IF                                      | Timra IK                                         | Liga                                             | Södertälje SK                                    |
| 1972-73                                                                       | Leksands IF                                      | Liga                                             | Södertälje SK                                    | Västra Frölunda IF                               | Liga                                             | Brynäs IF                                        |
| 1973-74                                                                       | Leksands IF                                      | Liga                                             | Timra IK                                         | Söndertälje SK                                   | Liga                                             | Färjestads BK                                    |
| 1974-75                                                                       | Leksands IF                                      | 2–1                                              | Brynäs IF                                        | Timra IK                                         | 2–1                                              | Skelleftea AIK                                   |
| Eliteserien                                                                   |                                                  |                                                  |                                                  |                                                  |                                                  |                                                  |
| 1975-76                                                                       | Brynäs IF                                        | 2–0                                              | Färjestads BK                                    | Leksands IF                                      | 2–0                                              | Skelleftea AIK                                   |
| 1976-77                                                                       | Brynäs IF                                        | 2–0                                              | Färjestads BK                                    | Leksands IF                                      | 2–0                                              | Modo AIK                                         |
| 1977-78                                                                       | Skelleftea AIK                                   | 2–1                                              | AIK                                              | Brynäs IF                                        | Liga                                             | Modo AIK                                         |
| 1978-79                                                                       | Modo AIK                                         | 2–1                                              | Djugardens IF                                    | Färjestads BK                                    | Liga                                             | Leksands IF                                      |
| 1979-80                                                                       | Brynäs IF                                        | 3–2                                              | Västra Frölunda                                  | Leksands IF                                      | Liga                                             | IF Björklöven                                    |
| 1980-81                                                                       | Färjestads BK                                    | 3–1                                              | AIK                                              | Skelleftea AIK                                   | Liga                                             | Västra Frölunda                                  |
| 1981-82                                                                       | AIK                                              | 3–2                                              | IF Björklöven                                    | Färjestads BK                                    | Liga                                             | Modo AIK                                         |
| 1982-83                                                                       | Djugardens IF                                    | 3–2                                              | Färjestads BK                                    | AIK                                              | Liga                                             | IF Björklöven                                    |
| 1983-84                                                                       | AIK                                              | 3–0                                              | Djugardens IF                                    | IF Björklöven                                    | Liga                                             | Södertälje SK                                    |
| 1984-85                                                                       | Södertälje SK                                    | 3–2                                              | Djugardens IF                                    | Färjestads BK                                    | Liga                                             | IF Björklöven                                    |
| 1985-86                                                                       | Färjestads BK                                    | 3–2                                              | Södertälje SK                                    | HV71                                             | Liga                                             | Brynäs IF                                        |
| 1986-87                                                                       | IF Björklöven                                    | 3–1                                              | Färjestad BK                                     | Lulea HF                                         | Liga                                             | Djugardens IF                                    |
| Desde este punto, definido por serie y no por partido único o marcador global |                                                  |                                                  |                                                  |                                                  |                                                  |                                                  |
| 1987-88                                                                       | Färjestads                                       | 3–1                                              | IF Björklöven                                    | Modo                                             | Liga                                             | AIK                                              |
| 1988-89                                                                       | Djugardens IF                                    | 3–1                                              | Leksands IF                                      | Södertälje SK                                    | Liga                                             | Brynäs IF                                        |
| 1989-90                                                                       | Djugardens IF                                    | 3–1                                              | Färjestads BK                                    | Lulea HF                                         | Liga                                             | Brynäs IF                                        |
| 1990-91                                                                       | Djugardens IF                                    | 3–0                                              | Färjestads BK                                    | Lulea HF                                         | Liga                                             | Västeras IK                                      |
| 1991-92                                                                       | Malmo IF                                         | 3–2                                              | Djugardens IF                                    | Färjestads BK                                    | Liga                                             | Brynäs IF                                        |
| 1992-93                                                                       | Brynäs IF                                        | 3–2                                              | Lulea HF                                         | Malmö IF                                         | Liga                                             | Djugardens IF                                    |
| 1993-94                                                                       | Malmö IF                                         | 3–2                                              | Modo                                             | Brynäs IF                                        | Liga                                             | Djugardens IF                                    |
| 1994-95                                                                       | HV71                                             | 3–2                                              | Brynäs IF                                        | Malmö IF                                         | Liga                                             | Lulea HF                                         |
| 1995-96                                                                       | Lulea HF                                         | 3–1                                              | Västra Frölunda                                  | Färjestads BK                                    | Liga                                             | Modo                                             |
| 1996-97                                                                       | Färjestads BK                                    | 3–1                                              | Lulea HF                                         | Leksands IF                                      | Liga                                             | AIK                                              |
| 1997-98                                                                       | Färjestads                                       | 3–2                                              | Djugardens IF                                    | Västra Frölunda                                  | Liga                                             | Modo                                             |
| 1998-99                                                                       | Brynäs IF                                        | 3–2                                              | Modo                                             | Lulea HF                                         | Liga                                             | Malmö IF                                         |
| 1999-00                                                                       | Djugardens IF                                    | 3–0                                              | Modo                                             | Brynäs IF                                        | Liga                                             | Lulea HF                                         |
| 2000-01                                                                       | Djugardens IF                                    | 4–1                                              | Färjestads BK                                    | Malmö IF                                         | Liga                                             | Lulea HF                                         |
| 2001-02                                                                       | Färjestads BK                                    | 3–0                                              | Modo Hockey                                      | HV71                                             | Liga                                             | Västra Frölunda                                  |
| 2002-03                                                                       | Västra Frölunda                                  | 4–0                                              | Färjestads BK                                    | Timra IK                                         | Liga                                             | Djugardens                                       |
| 2003-04                                                                       | HV71                                             | 4–3                                              | Färjestads                                       | Västra Frölunda                                  | Liga                                             | Timra IK                                         |
| 2004-05                                                                       | Frölunda                                         | 4–1                                              | Färjestads BK                                    | Djugardens IF                                    | Liga                                             | Södertälje                                       |
| 2005-06                                                                       | Färjestads BK                                    | 4–2                                              | Frölunda HC                                      | HV71                                             | Liga                                             | Linköpings                                       |
| 2006-07                                                                       | Modo                                             | 4–2                                              | Linköpings                                       | Färjestads                                       | Liga                                             | HV71                                             |
| 2007-08                                                                       | HV71                                             | 4–0                                              | Linköpings                                       | Färjestads                                       | Liga                                             | Timra IK                                         |
| 2008-09                                                                       | Färjestads BK                                    | 4–1                                              | HV71                                             | Frölunda                                         | Liga                                             | Skelleftea                                       |
| 2009-10                                                                       | HV71                                             | 4–2                                              | Djugardens                                       | Linköpings                                       | Liga                                             | Skelleftea AIK                                   |
| 2010-11                                                                       | Färjestads BK                                    | 4–1                                              | Skelleftea AIK                                   | Lulea HF                                         | Liga                                             | AIK                                              |
| 2011-12                                                                       | Brynäs IF                                        | 4–2                                              | Skelleftea AIK                                   | Färjestads BK                                    | Liga                                             | AIK                                              |
| 2012-13                                                                       | Skelleftea AIK                                   | 4–0                                              | Lulea HF                                         | Färjestads BK                                    | Liga                                             | Linköpings                                       |
| Liga Sueca de Hockey                                                          |                                                  |                                                  |                                                  |                                                  |                                                  |                                                  |
| 2013-14                                                                       | Skelleftea AIK                                   | 4–0                                              | Färjestad BK                                     | Växjö Lakers                                     | Liga                                             | Linköpings                                       |
| 2014-15                                                                       | Växjö Lakers                                     | 4–2                                              | Skelleftea AIK                                   | Frölunda HC                                      | Liga                                             | Linköpings                                       |
| 2015-16                                                                       | Frölunda HC                                      | 4–1                                              | Skelleftea AIK                                   | Lulea HF                                         | Liga                                             | Växjö Lakers                                     |
| 2016-17                                                                       | HV71                                             | 4–3                                              | Brynäs IF                                        | Frölunda HC                                      | Liga                                             | Malmö Redhawks                                   |
| 2017-18                                                                       | Växjö Lakers                                     | 4–0                                              | Skelleftea AIK                                   | Djugardens IF                                    | Liga                                             | Malmö Redhawks                                   |
| 2018-19                                                                       | Frölunda HC                                      | 4–2                                              | Djugardens IF                                    | Färjestad BK                                     | Liga                                             | Lulea HF                                         |
| 2019-20                                                                       | Suspendida por la Pandemia de COVID-19 en Suecia | Suspendida por la Pandemia de COVID-19 en Suecia | Suspendida por la Pandemia de COVID-19 en Suecia | Suspendida por la Pandemia de COVID-19 en Suecia | Suspendida por la Pandemia de COVID-19 en Suecia | Suspendida por la Pandemia de COVID-19 en Suecia |
| 2020-21                                                                       | Växjö Lakers                                     | 4–1                                              | Rögle BK                                         | Skelleftea AIK                                   | Liga                                             | Örebro HK                                        |
| 2021-22                                                                       | Färjestad BK                                     | 4–3                                              | Lulea HF                                         | Rögle BK                                         | Liga                                             | Frölunda HC                                      |
| 2022-23                                                                       | En disputa                                       | En disputa                                       | En disputa                                       | En disputa                                       | En disputa                                       | En disputa                                       |

## Palmarés

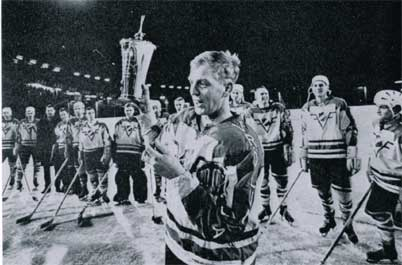
Un jugador del Frölunda levanta el Trofeo Le Mat (1965).

El campeón de la fase eliminatoria se corona como "Campeón de Suecia" (Svenska mästare) y se lleva el Trofeo Le Mat.
Quien más títulos tiene es el Färjestad BK, pero si se suman todos los campeonatos nacionales el club con mayor palmarés es el Djurgårdens IF de Estocolmo (16).
| Club            | Campeón | Años de los campeonatos                              |
| --------------- | ------- | ---------------------------------------------------- |
| Färjestad BK    | 9       | 1981, 1986, 1988, 1997, 1998, 2002, 2006, 2009, 2011 |
| Brynäs IF       | 6       | 1976, 1977, 1980, 1993, 1999, 2012                   |
| Djurgårdens IF  | 6       | 1983, 1989, 1990, 1991, 2000, 2001                   |
| HV71            | 5       | 1995, 2004, 2008, 2010, 2017                         |
| Frölunda HC     | 4       | 2003, 2005, 2016, 2019                               |
| Skellefteå AIK  | 3       | 1978, 2013, 2014                                     |
| AIK IF          | 2       | 1982, 1984                                           |
| Malmö Redhawks  | 2       | 1992, 1994                                           |
| Modo Hockey     | 2       | 1979, 2007                                           |
| Växjö Lakers HC | 2       | 2015, 2018                                           |
| IF Björklöven   | 1       | 1987                                                 |
| Luleå HF        | 1       | 1996                                                 |
| Södertälje SK   | 1       | 1985                                                 |